# Hawthorn (Austràlia Meridional)
Hawthorn és un suburbi d'Adelaida, Austràlia Meridional, a la ciutat de Mitcham. Limita al nord amb Cross Road, al sud amb Grange Road, a l'oest amb Sussex Terrace i a l'est amb Belair Road. A l'oest hi ha Westbourne Park, i a l'est Kingswood. El Brown Hill Creek travessa el suburbi. Hawthorn és un suburbi de classe mitjana-alta, amb una renda setmanal mitjana de 1.475 dòlars. El preu medià d'una llar és el quinzè més alt de la ciutat, uns 1.012.700 dòlars. Hi ha diversos parcs, com ara els Mitcham Memorial Gardens i el Price Memorial Oval, seu del Mitcham Hawks Football Club.
La línia Belair travessa la part oest del suburbi. Tot i que Hawthorn tenia la seva pròpia parada a la línia fins al 1995, l'estació de tren d'Unley Park és al límit entre Hawthorn i Westbourne Park.